# Băneasa (Constanța)
Băneasa (turco: Paraköy) es una comuna de Rumania ubicada en el distrito de Constanța.

## Geografía
Se ubica sobre la carretera 3 que une Constanza con Silistra, en la esquina suroccidental del distrito.  En su territorio se incluyen como pedanías los pueblos de Făurei, Negureni y Tudor Vladimirescu.

## Historia
Hacia comienzos del siglo XX la comuna, que ya por entonces pertenecía al distrito de Constanța, tenía contabilizada una población de 755 habitantes.
Adquirió estatus de raș en 2004, que perdió en 2019, cuando volvió a convertirse en una comuna.

## Demografía
Según el censo de 2011, tiene 5384 habitantes, mientras que en el censo de 2002 tenía 5353 habitantes. La mayoría de la población es de etnia rumana (65,43 %), con minorías de turcos (21,09 %) y gitanos (6,24 %).
La mayoría de los habitantes son cristianos de la Iglesia Ortodoxa Rumana (71,52 %), con una importante minoría de musulmanes (21,13 %).